# Saint-Vérand (Rhône)
Saint-Vérand település Franciaországban, Rhône megyében. Lakosainak száma 1147 fő (2022. január 1.). Saint-Vérand Ternand, Dième, Légny, Sarcey, Saint-Clément-sur-Valsonne, Vindry-sur-Turdine és Val d’Oingt községekkel határos.

## Népesség
A település népessége az elmúlt években az alábbi módon változott:
| Lakosok száma | 1113 | 1155 | 1199 | 1192 | 1201 | 1212 | 1190 | 1169 | 1147 |
|               | 2013 | 2015 | 2016 | 2017 | 2018 | 2019 | 2020 | 2021 | 2022 |